# Klinikum Kaufbeuren

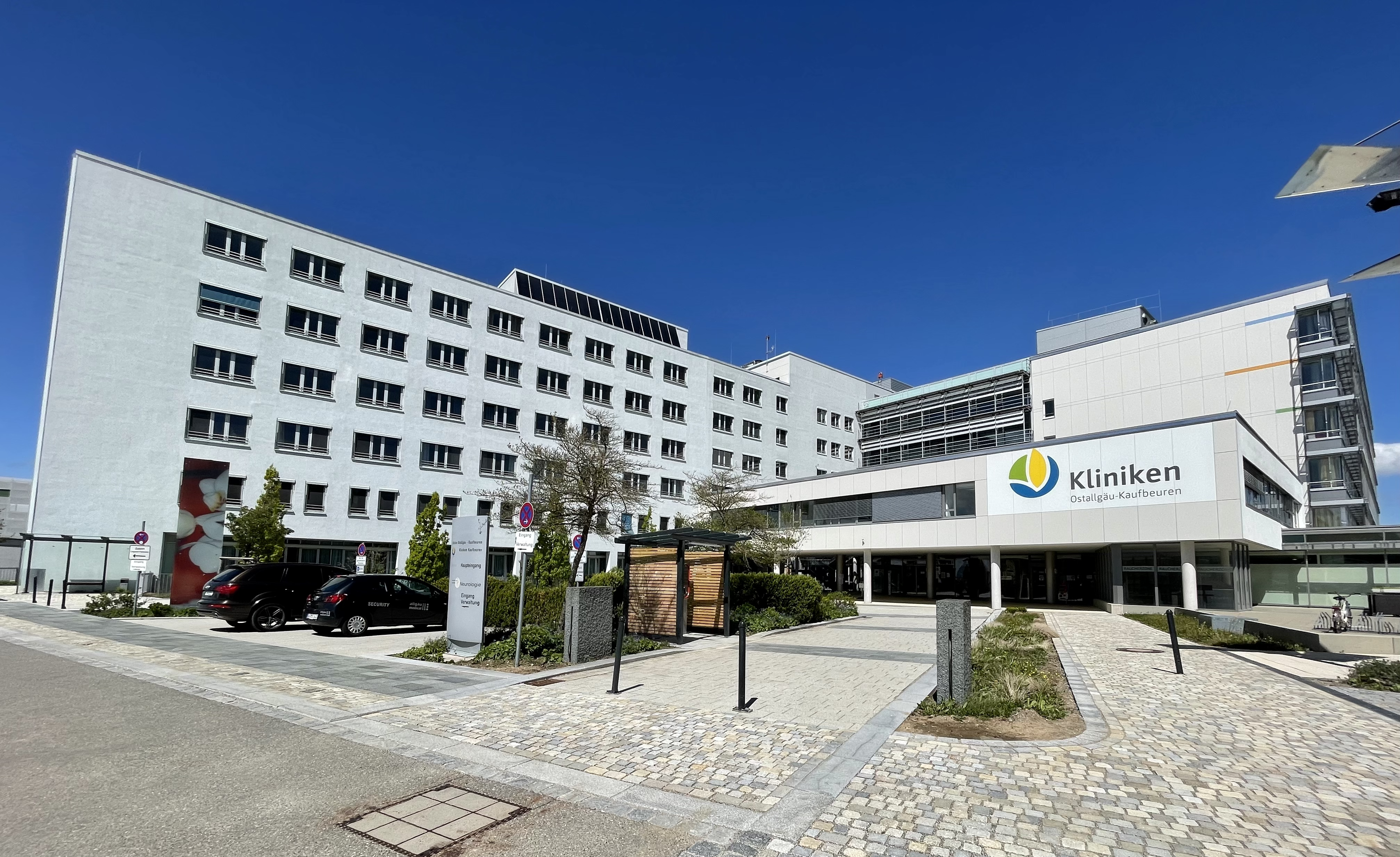
Klinikum Kaufbeuren

Das Klinikum Kaufbeuren ist ein Krankenhaus im Nordwesten von Kaufbeuren in Bayern. Sein Träger ist Kliniken Ostallgäu-Kaufbeuren, eine von der Stadt Kaufbeuren und dem Landkreis Ostallgäu getragene Anstalt des öffentlichen Rechts. Das Klinikum ist Plankrankenhaus nach dem Krankenhausplan des Freistaates Bayern.
Mit 360 Betten hat es rund 20.000 stationäre Patienten und 45.000 ambulante Patienten pro Jahr. Neben chirurgischen und internistischen Abteilungen gehören eine Frauenklinik und eine Kinderklinik zum Krankenhaus. Belegabteilungen bestehen für Hals-Nasen-Ohren-Heilkunde und Urologie. Zur Einrichtung zählt außerdem eine Station für Palliativmedizin. Das Klinikum Kaufbeuren ist Lehrkrankenhaus der Ludwig-Maximilians-Universität München und betreibt eine Krankenpflegeschule.